# M43ロケット発射機
M43ロケット発射機（M1944）は、フィンランドの多連装ロケット砲である。

## 概要
ドイツのネーベルヴェルファーをモデルに国産された。口径は280mm。
制式名称は280RakH/44。44はおそらく開発年度（1944年）を指すと思われる。その頃フィンランド国防軍は労農赤軍との戦いである継続戦争を展開しており、この戦争のきっかけでもある冬戦争の頃から慢性的な火砲の不足に悩まされていた。
フィンランドはL39/44などを除いて国産の火砲と言えるものをほぼ保有しておらず、いずれの戦争でもフィンランド国防軍が活用した火砲は西欧諸国やドイツからの援助品やソ連からの鹵獲品で賄われていた。そういう意味では本砲は稀有なフィンランド独自の火砲の一つと言える。
しかし同口径の28/32 cm Nbw 41ネーベルヴェルファーが6つの発射筒を持つのに対し、M43は4つの発射筒しか持たない。また継続戦争の天王山といえるタリ＝イハンタラの戦いでは突出した労農赤軍の先鋒に対しフィンランド国防軍が所有する火砲を集中させて限定的な勝利を得るに及ぶが、その戦いに本砲が投入されていたかどうかは不明である。
その他運用状況、戦果は不明だが、開発が行われたとされる1944年9月にフィンランドはソ連との間にモスクワ休戦協定を結び、その後の在芬ドイツ国防軍との戦いであるラップランド戦争を含めても、実戦に投入し得る機会は極めて短かった。
結果第二次世界大戦を生き延びハメーンリンナ砲兵博物館に保存されている。

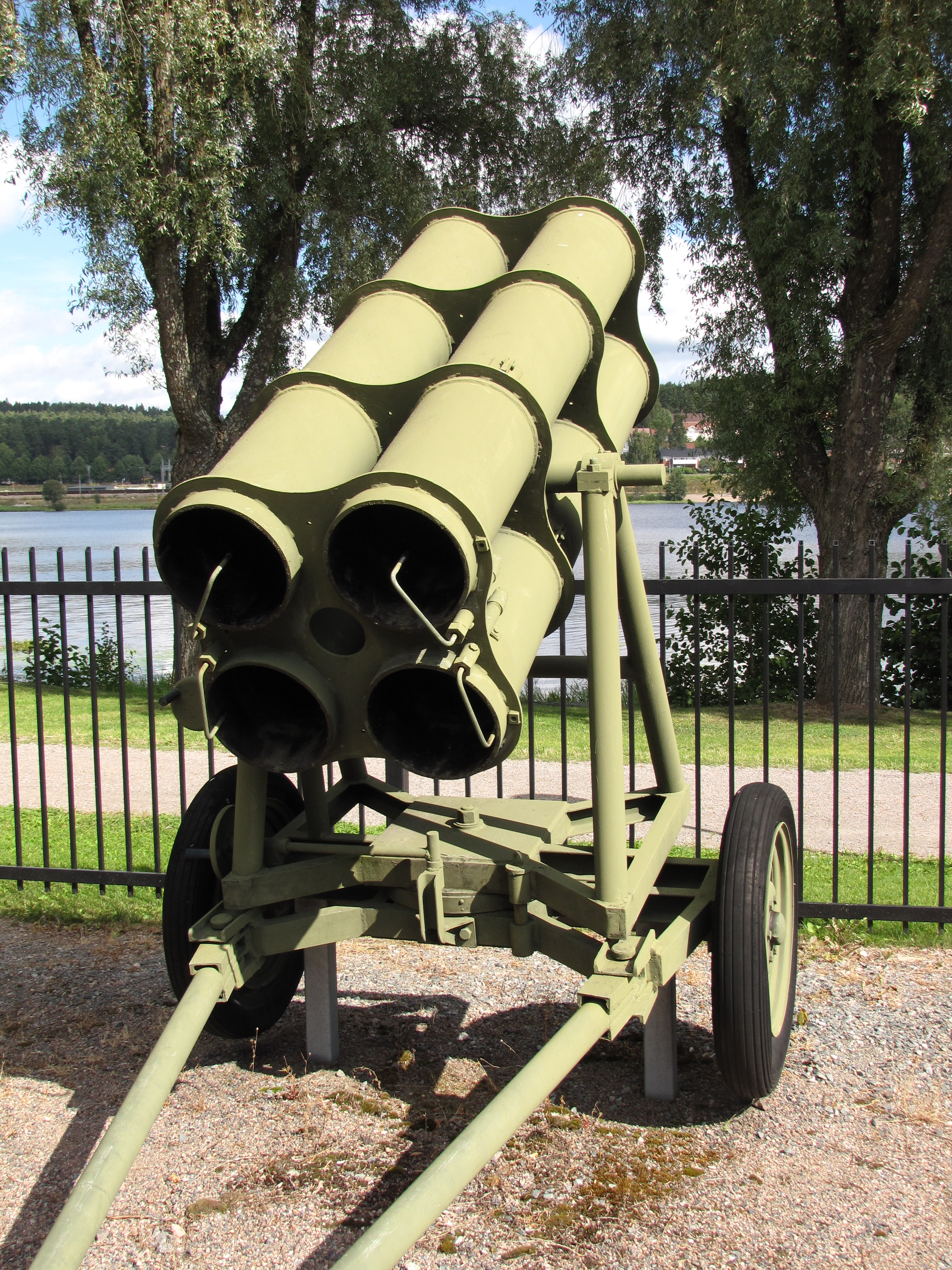
装填口

## 参考
- http://kasapanos.web.infoseek.co.jp/m43nbw.html